# Jai Arrow

a Compétitions nationales et continentales officielles uniquement.

b Matchs officiels uniquement.
Jai Arrow, né le 12 juillet 1995 à Fairfield (Australie), est un joueur de rugby à XIII australien au poste de troisième ligne ou de pilier dans les années 2010. Il fait ses débuts en National Rugby League en 2016 avec les Broncos de Brisbane. Il rejoint en 2018 les Titans de Gold Coast, puis en 2021 le club de  [South Sydney Rabbitohs]. Il connaît également des sélections pour le State of Origin avec le Queensland.

## Palmarès
- Collectif :
  - Vainqueur du State of Origin : 2020, 2022 et 2023 (Queensland).
  - Vainqueur de la Coupe du monde de rugby à neuf : 2019 (Australie).
  - Finaliste de la National Rugby League : 2021 (South Sydney).

## Détails

### En sélection représentatives
| Année | Compétition     | Rang    | Résultats Sélection | Résultats Arrow | Matchs Arrow |
| ----- | --------------- | ------- | ------------------- | --------------- | ------------ |
| 2018  | State of Origin | Perdant | 1 v, 0 n, 2 d       | 1 v, 0 n, 2 d   | 3/3          |

### En club
| Saison | Club              | Compétition           | Matchs | Points | Essais | Buts | Drop |
| ------ | ----------------- | --------------------- | ------ | ------ | ------ | ---- | ---- |
| 2016   | Brisbane Broncos  | National Rugby League | 12     | 4      | 1      | 0    | 0    |
| 2017   | Brisbane Broncos  | National Rugby League | 12     | 0      | 0      | 0    | 0    |
| 2018   | Gold Coast Titans | National Rugby League | 21     | 12     | 3      | 0    | 0    |
| 2019   | Gold Coast Titans | National Rugby League | 10     | 0      | 0      | 0    | 0    |